# Національний студентський союз
Націона́льний студе́нтський сою́з (НСС) — всеукраїнська молодіжна громадська організація, котра об’єднує осіб, які навчаються у більше, ніж 120 вищих навчальних закладах України. Основна мета діяльності Організації – представництво та захист науково-освітніх, трудових, соціально-економічних та інших прав, а також інтересів осіб, які навчаються, формування високосвідомої молодіжної спільноти України.

## Завдання та види діяльності НСС
Основними завданнями організації є:

Логотип ВМГО "Національний судентський союз"

- захист прав та представництво спільних інтересів своїх членів (студентської молоді);
- сприяння об’єднанню, консолідації та координації діяльності органів студентського самоврядування та самоврядних студентських організацій вищих навчальних закладів України;
- поширення інформації з питань вищої освіти, соціального забезпечення, праці та культурного дозвілля студіюючої молоді;
- представництво позицій своїх членів перед центральними органами державної влади та органами урядового управління України, іншими публічними інституціями, громадськими та політичними структурами, що мають вплив на прийняття рішень, котрі безпосередньо стосуються студіюючої молоді;
- участь у розробленні та обговоренні проектів рішень з питань державної політики щодо студіюючої молоді;
- сприяння залученню осіб, які навчаються, до активної участі у політичному, економічному та соціальному житті України та Європи;
- реалізація (співучасть у реалізації), міжнародних та всеукраїнських, державних і недержавних програм, які сприяють соціальному становленню та розвитку студіюючої молоді;
- сприяння міжнародному співробітництву в галузі вищої освіти, соціального забезпечення, праці та культурного дозвілля студіюючої молоді.

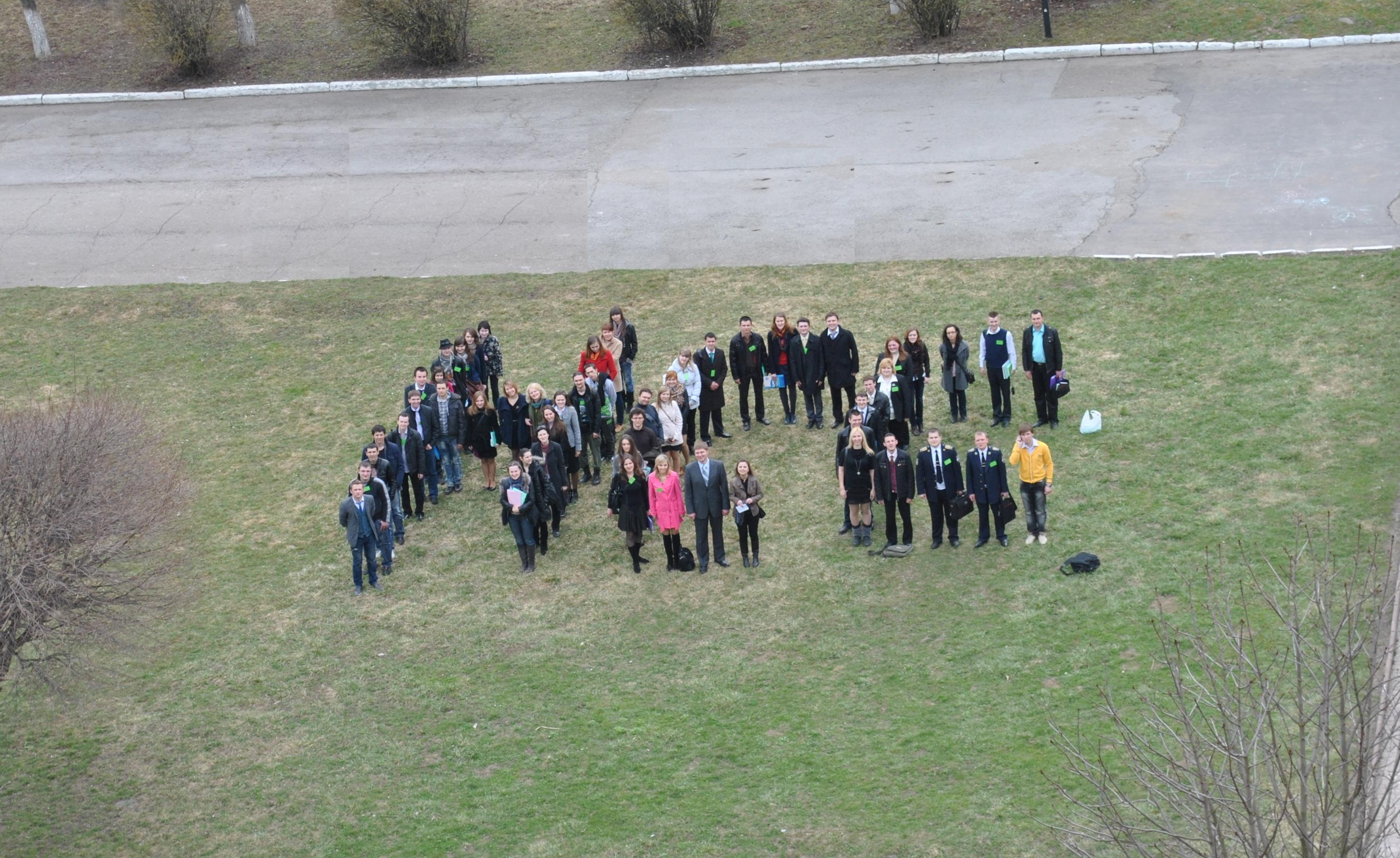
Учасники конференції беруть участь у флеш-мобі

З метою реалізації своїх завдань НСС у встановленому законодавством порядку: 
- представляє та захищає законні інтереси та позиції своїх членів у державних органах, громадських об'єднаннях, керівних органах навчальних закладів, перед іншими фізичними та юридичними особами в Україні та на міжнародному рівні; може надавати студентам різнобічну допомогу й підтримку;
- надає молоді на неприбутковій основі просвітні, культурні, освітні, наукові, та інші подібні послуги;
- бере участь в організації наукової, інформаційної, освітньої та просвітницької діяльності, проводить на неприбутковій основі теоретичні та науково-практичні конференції, диспути, тематичні "круглі столи", інші заходи;
- сприяє організації впорядкованого дозвілля молоді, проводить на неприбутковій основі святкування, урочистості, конкурси, аматорські спортивні та інші змагання, вечори відпочинку, благодійні культурно-мистецькі акції та фестивалі;
- засновує на неприбутковій основі засоби масової інформації;
- підтримує прямі міжнародні контакти і зв'язки, укладає відповідні угоди, бере участь у здійсненні міжнародних заходів, що не суперечать міжнародним зобов'язанням України та чинному законодавству, може ставати членом міжнародних громадських (неурядових) організацій та спілок об'єднань громадян;
- проводить на неприбутковій основі незалежні соціологічні опитування з питань, значущих для студентської молоді;
- бере участь у формуванні громадської думки шляхом виступів у засобах масової інформації, лекційної пропаганди та в інший спосіб, не заборонений законом;
- співпрацює з державними органами та громадськими об'єднаннями, може вступати до спілок об'єднань громадян, їх блоків, коаліцій, укладати з ними відповідні угоди;
- одержує від органів державної влади і управління та органів місцевого самоврядування інформацію, необхідну для реалізації своїх цілей та завдань;
- вносить пропозиції до органів державної влади і управління, органів місцевого самоврядування.

## Історія створення та становлення

Меморандум про співпрацю ОСС ВНЗ України

Своє існування НСС розпочав 9 березня 2009 року із підписанням студентськими лідерами Національного Меморандуму про співпрацю органів студентського самоврядування в Острозі на базі Національного університету «Острозька академія». Саме з того часу місто Острог вважається історичним центром зародження майбутнього Національного студентського союзу. Меморандум про співпрацю підписали студентські лідери з більше 40 вищих навчальних закладів України.

Діючий склад виконавчого комітету НСС

Постійнодіючим виконавчим органом організації є її виконавчий комітет, який обирається Конгресом. Так, 2009 року було обрано перший склад Виконавчого комітету, до якого увійшли: Григорій Кузьмін, Ілля Кубасов, Юрій Кращенко, Оксана Лаган, Олена Гоменюк, Алла Дубровик, Олександр Березко, Олександр Шкурідін, Данило Межеріцький, Андрій Гурський, Віталій Сітніков, Максим Стукало, Євген Кузик, Микола Гуменний, Андрій Кравченко. Президентом Національного студентського союзу став аспірант Національного університету «Львівська Політехніка» Анатолій Ігнатович, котрий був переобраний на дану посаду ще дві каденції поспіль, у 2010  та 2011 роках. 
Починаючи з квітня 2012 року ВМГО «Національний студентський союз» очолює керівника
Львівського обласного відділення Комітету з фізичного виховання та спорту
Міністерства освіти і науки України Анатолій Ігнатович   .

## Діяльність організації
Всеукраїнська молодіжна громадська організація «Національний студентський союз» не залишається осторонь актуальних для студентства питань. Так, організація активно долучилася до розробки проекту Закону України «Про вищу освіту», було проведено масштабний Всеукраїнський студентський референдум щодо ставлення до законопроекту . 

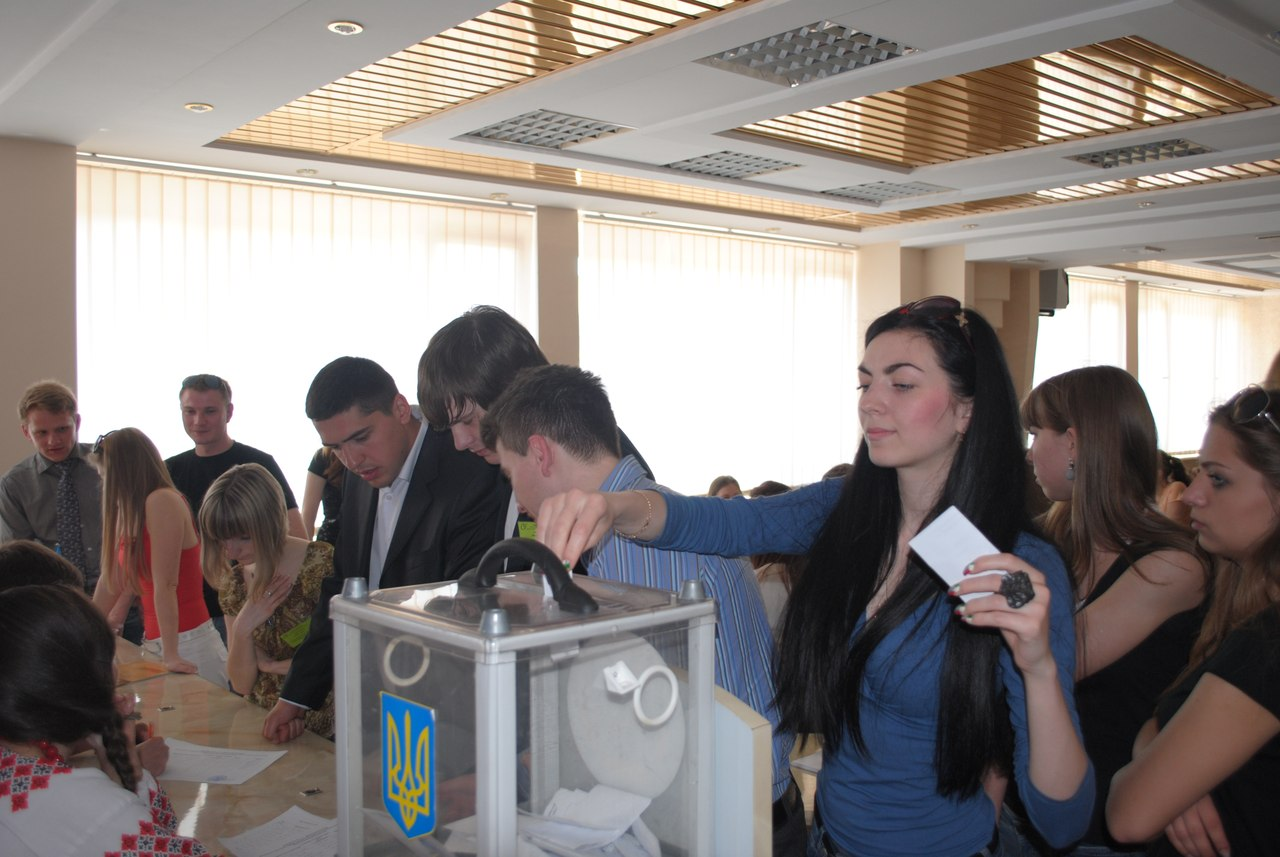
Вибори Президента НСС

Уперше в Україні, стараннями віце-президента Національного студентського союзу Ю. П. Кращенка, було розроблено Концепцію розвитку студентського самоврядування .
Саме на прохання Національного студентського союзу та «Студентського захисту» Міністерство освіти і науки, молоді та спорту України регулярно надсилає інформаційні листи керівникам вишів щодо фінансового забезпечення органів студентського самоврядування, щодо своєчасної виплати студентських стипендій тощо. За сприяння НСС студентам було надано цілодобовий та безперешкодний доступ до гуртожитків , а представників органів студентського самоврядування включено до складу приймальних комісій. Однією з останніх переможних ініціатив стала пропозиція обладнати навчальні корпуси вузів бездротовим швидкісним доступом до мережі Інтернет шляхом використання стандартів Wi-Fi, що знайшла відображення у рекомендаційному листі Міністерства освіти і науки, молоді та спорту України [недоступне посилання з липня 2019]. На звернення організації надсилаються роз’яснення, як, наприклад, щодо індексації стипендій. Міністерство юстиції України, на запит Національного студентського союзу, роз’яснило, що студентські профспілкові організації не є органами студентського самоврядування .
Національний студентський союз постійно виступає співорганізатором студентських науково-практичних конференцій, круглих столів, форумів, тренінгів та семінарів. Традиційними стали пленери органів студентського самоврядування, організовані Національним студентським союзом у с. Коблеве, та зимові семінар-наради у с. Славське, що збирають не лише студентство України, а й закордонних гостей, зокрема представників Європейського студентського союзу. Такі заходи дають змогу студентам не лише отримати та обмінятися досвідом, а й  оздоровитися та активно відпочити. 
ВМГО «Національний студентський союз» стала кандидатом у члени Європейського студентського союзу, та найближчим часом планує досягнути поставленої мети – стати повноцінним членом Європейського студентського союзу.